# Coxquihui (municipalité)
La  municipalité de Coxquihui est l'une des 212 municipalités de l'État de Veracruz, et est située dans la partie nord de cet État. Située à l'ouest du golfe du Mexique, elle appartient au bassin versant du fleuve Río Tecolutla, dans un secteur vallonné de la Sierra de Papantla, à l'est du massif de la Sierra Madre orientale. Elle est limitrophe au sud-ouest de l'État de Puebla. Son chef-lieu est la ville éponyme de Coxquihui. Elle dépend de la région administrative de Totonaca, du nom du peuple des Totonaques qui y habite, et est une des 10 subdivisions administratives de l'État de Veracruz.

## Géographie
La municipalité de Coxquihui s'étend en rive droite de la rivière Río Ajajalpan, affluente du Río Necaxa, l'un des deux principaux tributaires du fleuve Río Tecolutla. Le Río Ajajalpan forme sa limite au sud-ouest, formant également la limite administrative avec l'État de Puebla. Assise en un secteur vallonné de la Sierra de Papantla, qui annonce le massif de la Sierra Madre orientale plus à l'ouest, son altitude oscille entre 60 et 500 mètres. Son chef-lieu, la ville éponyme de Coxquihui, se trouve dans la partie sud-ouest de son territoire. Ce territoire couvre une superficie de 80,7 km2, et était peuplé en 2020 de 16 333 habitants, pour une densité de 202,4 km2.
Cette municipalité est limitrophe au nord et à l'est celle d'Espinal, au nord-ouest de celle de Coyutla, à l'ouest de celles de Chumatlán, de Mecatlán, et dans l'État de Puebla, d'Olintla et de Huehuetla, et au sud, à nouveau dans l'État de Veracruz, de celle de Zozocolco de Hidalgo.

## Composition et démographie
La municipalité était composée en 2020 de 26 localités, dont une seule était considérée comme urbaine, les autres étant rurales.
| Localité             | Population |
| -------------------- | ---------- |
| Coxquihui            | 4561       |
| Cuauhtémoc (El Jobo) | 1356       |
| Sabanas de Xalostoc  | 1208       |
| Ojite de Matamoros   | 1095       |
| Arenal               | 1088       |
| Reste des localités  | 7025       |
| Total population     | 16 333     |

En plus de l'espagnol, plusieurs langues amérindiennes sont parlées dans la municipalité, dont les principales sont par ordre d'importance : le totonaque, dans une bien moindre mesure le nahuatl, les autres langues étant encore plus marginales.

## Histoire
Durant la période hispanique, Coxquihui se nommait San Mateo Coxquihui. L'église paroissiale San Mateo de Coxquihui date du XVIIIe siècle.

## Économie

### Agriculture et élevage
La superficie des parcelles semées représentait en 2019 une surface totale de 3302 hectares, parmi lesquels 2557 hectares étaient voués à la culture du maïs, 315 hectares étaient voués à la culture du caféier, et 242 hectares étaient voués à celle de l'orange.
En 2020, la production de viande par tonnes comprenait 76,7 tonnes de viande bovine, 50,5 tonnes de viande porcine, 5,2 tonnes de viande ovine, 12,3 tonnes de volailles, et 1,9 tonne de dinde. La superficie vouée à l'élevage représentait alors 2555 hectares.